# George Enescu

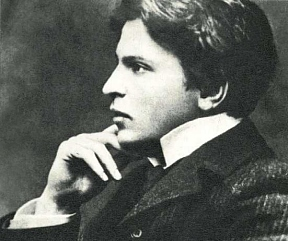
George Enescu

George Enescu (Liveni, 19 augustus 1881 — Parijs, 4 mei 1955) was een Roemeens componist, violist, pianist, dirigent en docent. In Frankrijk, waar hij lange tijd verbleef, schreef hij zijn naam als Georges Enesco.

## Biografie
Hij groeide op op het landgoed van zijn ouders in Liveni. Al op vroege leeftijd bleek hij een buitengewoon talent voor muziek te bezitten, reden waarom zijn ouders besloten hem naar het conservatorium van Wenen te sturen om zich te bekwamen in het bespelen van de piano, de viool en in de harmonieleer. Hij was leerling van Joseph Helmesberger, in die tijd een van de befaamdste vioolleraren. In Wenen leerde hij Johannes Brahms kennen, die veel bewondering voor het muziektalent van de jonge George had. Door veelvuldige bezoeken aan de Hofopera werd hij een fervent bewonderaar van de muziek van Richard Wagner.
In 1895 verhuisde hij naar Parijs, om zich verder te bekwamen in de compositie en studeerde hij dit bij vooraanstaande musici als Ambroise Thomas, Jules Massenet en Gabriel Fauré. Hij was een zeer getalenteerd musicus, vooral op de viool, en een veelgevraagd vioolleraar. Bekende leerlingen van hem waren onder anderen Yehudi Menuhin, Arthur Grumiaux, Ida Haendel en Christian Ferras.
In 1921 werd hij aangezocht om ter gelegenheid van de opening van het gebouw van de staatsopera in Boekarest de Roemeense première van Wagners opera Lohengrin te dirigeren.
Zijn werken hebben vaak een Roemeens karakter. Met name zijn eerste Roemeense Rapsodie is heel beroemd geworden. Zijn opera Oedipe kan worden gezien als zijn grootste werk. Hij was een vruchtbaar componist van onder meer liederen, kamermuziek en pianomuziek.
Het symfonieorkest van Boekarest dat het prestigieuze concertgebouw het Roemeens Atheneum (1888) als thuishaven heeft is naar Enescu vernoemd. In dezelfde stad is in het neobarokke Cantacuzinopaleis ook het Enescu-museum gevestigd.

## Lijst van composities
Opera
- Oedipe, opera in vier bedrijven op. 23 (tekst van E. Fleg), 1921-1931

Werken voor koor en orkest
- L'aurore, voor sopraan, vrouwenkoor en orkest, 1898
- Vox maris, op. 31, symfonisch gedicht, voor sopraan, tenor, koor en orkest, omstreeks 1929-1951

Orkestwerken
- 4 studiesymfonieën: nr. 1, 1895, nr. 2, 1895, nr. 3, 1896, nr.4, 1898
- Tragische ouverture, 1895
- Ballade op. 4a, voor viool en orkest, 1895
- Poème roumain, op. 1, 1897 [met vocaliserend koor]
- 3 overtures, gecomponeerd tussen 1891-1894
- Overwinningsoverture, 1896
- Quartre divertissements, 1896
- Fantaisie, voor piano en orkest, 1896
- Andantino, 1896
- Pastorale-Fantaisie, 1899
- Die Nächtliche Herrschau, voor bariton en orkest, 1900
- Symphonie concertante, op. 8, voor cello en orkest, 1901
- Suite nr. 1, op. 9, 1903
- 2 rhapsodies roumaines, op. 11, 1901
- 2 intermezzi, op. 12, voor strijkers, 1902-1903
- Symfonie nr. 1, op. 13, 1905
- Symfonie nr. 2, op. 17, 1912-1914
- Suite nr. 2, op. 20, 1915
- Symfonie nr. 3, op. 21, met koor en piano solo, 1916-1921
- Suite nr. 3 ('villageoise'), op. 27, 1937-1938
- Concertouverture ('sur des thèmes dans le caractère populaire roumain'), op. 32, 1948
- Symfonie voor kamerorkest, 1954

Kamermuziek
- Violin Sonata No. 1 in D major, op. 2 (1897)
- Cello Sonata No. 1 in F minor, op. 26 (1898)
- Violin Sonata No. 2 in F major, op. 6 (1899)
- Octet for Strings in C major, op. 7 (1900)
- Cantabile et Presto, voor fluit en viool (1904)
- Concertstück, voor altviool en piano (1906)
- Légende, voor trompet en piano (1906)
- Dixtuor in D major, voor blaasinstrumenten, op. 14 (1906)
- Pianokwartet No. 1 in D major, op. 16 (1909)
- Strijkkwartet No. 1 in E-moll major, op. 22, No. 1 (1920)
- Violin Sonata No. 3 in A minor (dans la caractère populaire roumain, op. 25 (1926)
- Cello Sonata, op. 26, No.2 in C (1935)
- Impressions d'Enfance in D major, op. 28, voor viool en piano (1940)
- Pianokwintet in A minor, op. 29 (1940)
- Pianokwartet No. 2 in D minor, op. 30 (1943-44)
- Strijkkwartet No. 2 in G major, op. 22, No. 2 (1950-52)
- Chamber Symphony, voor 12 instrumenten, op. 33 (1954)

 Werken voor piano 
- 1897 Suite Op. 3 Dans le style ancien
- 1896 Prélude et scherzo in fis-Moll
- 1897 Barcarolle in B-flat major
- 1897 La Fileuse in D major
- 1898 Impromptu in A-flat major
- 1898 Regrets in G flat major
- 1900 Impromptu in C major
- 1903 Prélude et Fugue n C major
- 1903 Suite Op. 10 nr. 2 in D major Des cloches sonores
- 1907 Nocturne in D-flat major
- 1912 Sonatensatz in F sharp minor
- 1913/1916 Pièces Impromptues, Op. 18
- Symfonie nr. 4 (onvoltooid)
- Symfonie nr. 5 (onvoltooid)

## Opnamen
Op de Engelse labels EMI en Chandos zijn goede opnames verkrijgbaar van Enescu’s symfonieën. De opera Oedipe is in een goede uitvoering met José van Dam bij EMI verkrijgbaar.
Op het Franse label Erato en het Engelse Olympia waren alle orkestwerken verkrijgbaar, doch hiervoor moet men zich nu op de tweedehandsmarkt begeven. Daarnaast is veel van zijn pianomuziek opgenomen door Josu de Solaun en Charles Richard Hamélin.